# Поцхо
Поцхо (груз. ფოცხო) — село в Грузії.
За даними перепису населення 2014 року в селі проживає 776 осіб.